# Shahrestān-e Khūr va Bīābānak
Shahrestān-e Khūr va Bīābānak (persiska: شهرستان خور و بيابانک, خور و بيابانک) är en delprovins (shahrestan) i Iran.   Den ligger i provinsen Esfahan, i den centrala delen av landet, 400 km sydost om huvudstaden Teheran.
Delprovinsen hade 19 761 invånare 2016.